# Геологическое изучение недр
 Геологическое изучение недр  — проведение поисковых, разведочных и специальных работ и исследований, осуществляемых в целях получения информации о геологическом строении недр, выявления и оценки запасов полезных ископаемых, характеристик процессов, происходящих в геологической среде и т.п.

## Проведение работ по геологическому изучению недр
Геологическое изучение недр сделано с целью получения данных о геологическом строении недр,выявления и оценки полезных ископаемых, изучение закономерностей их формирования и размещения, так же горно-технических и других условий разработки месторождений полезных ископаемых и использования недр для целей, не связанных с добычей полезных ископаемых.
Проведения работ по геологическому изучению недр организуется специально уполномоченным центральным органом исполнительной власти по геологическому изучению и использованию недр на основе государственных комплексных или целевых программ, межотраслевых и отраслевых планов, проектов, соответствующих норм и правил.
Геологическое изучение недр, предусмотренное государственными программами, осуществляется, как правило, за счет средств, отчисляемых добывающими предприятиями в государственный бюджет за ранее выполненные геологоразведочные работы. В отдельных случаях геологическое изучение недр может выполняться за счет прямых расходов государственного и местных бюджетов.